# Anita Lehtola-Tollin
Mari Anita Lehtola-Tollin, ogift Lehtola, född 15 mars 1967 i Elimä, Finland, är en finländsk sångare och musiker inom folkmusik.
Lehtola-Tollin är medlem i den finska kvartetten Loituma, där hon sjunger och spelar femsträngad kantele. Hon är också medlem i folkmusikgruppen Tallari. Åren 1996–2000 var hon sångare i den svenska folkmusikgruppen Hedningarna.
Anita Lehtola-Tollin är sedan 2001 gift med musikern Björn Tollin (född 1955), som är en av Hedningarnas grundare. Paret är bosatt i Finland.

## Diskografi i urval
- 1999 – Karelia visa (Hedningarna)[2]
- 2003 – Unwired: Europe : acoustic musical journey across a diverse continent (Hedningarna)[3]
- 2006 – Things Of Beauty (Loituma)[4]